# Родіоново-Несвітайське сільське поселення
Родіоново-Несвітайське сільське поселення — муніципальне утворення у Родіоново-Несвітайскому районі Ростовської області, Росія. Територія поселення розташована у центрі та на сході району у середній течії Великого Несвітаю та у долині її лівої притоки річки Малий Несвітай.
Адміністративний центр поселення — слобода Родіоново-Несвітайська.
Населення — 8381 особа (2010 рік).

## Адміністративний устрій
До складу Родіоново-Несвітайського сільського поселення входять:
- слобода Родіоново-Несвітайська — 6379 осіб (2010 рік);
- хутір Авілов — 430 осіб (2010 рік);
- хутір Великий Должик — 327 осіб (2010 рік);
- хутір Веселий — 881 особа (2010 рік);
- хутір Калиновка — 2 особи (2010 рік);
- хутір Новоєгоровка — 96 осіб (2010 рік);
- хутір Павленков — 266 осіб (2010 рік).